# 五分錢合唱團
五分錢合唱團（英語：Nickelback），是成立於亞伯達哈納的加拿大搖滾樂團，由柴德·克羅格、麥克·克羅格、萊恩·皮克與前鼓手布蘭登·克羅格組成。五分錢合唱團是商業上最成功的加拿大團體之一，在全球擁有三千萬唱片銷售量。五分錢合唱團在21世紀最暢銷音樂中排名第十一名，也在美國的21世紀最暢銷外國音樂排名第二名，僅次披頭四。
五分錢合唱團現以加拿大英屬哥倫比亞溫哥華為基地。它的團名源自於麥克·克羅格在星巴克工作時找零給客人時，他時常說的話：「這是找你的五分錢。」（Here's your nickel back.）
五分錢合唱團在加拿大簽給了EMI唱片，在世界其他地區則屬跑路人唱片。2008年7月，五分錢合唱團和簽下了三次巡迴演唱會與現場王國發行唱片的循環過程的合約，並附上第四次循環的選擇權。合約內容涵括唱片、巡迴演出、相關商品等權利。

## 歷史

### 早年：1995-2000
五分錢合唱團在1996年首次發布了一張七軌EP《Hesher》。同年，五分錢合唱團錄制了他們的第一張全尺寸專輯《Curb》。包含于這兩個專輯的《Fly》是五分錢合唱團制作的第一支單曲。但這首歌沒有進入排行榜，且只對當地廣播電台播放。
緊接下來的專輯《The State》于1998年錄制完成並獨立發布。2000年，五分錢合唱團與EMI唱片和跑路人唱片簽約並重發布了《The State》專輯。專輯中的兩支單曲《Leader of Men》和《Breathe》相當成功，也使得該專輯在加拿大和美國被頒為金唱片。而該專輯在 2008 年又被頒為白金唱片。

### 主流成功：2001-2007
2001年，五分錢合唱團發布了《Silver Side Up》專輯，促使他們進入主流市場。單曲《How You Remind Me》取得了巨大成功：同時在美國與加拿大排行榜中名列第一。在美國，該單曲獲得了主流搖滾、現代搖滾，以及流行樂榜第一名。該單曲也在 Adult Top 40 榜上名列第二。《How You Remind Me》于2002年名列公告牌百強單曲榜單曲第一名。該專輯的下一支單曲是《Too Bad》，在主流搖滾榜上名列第一，在流行樂榜上亦獲得了不小的成功。該專輯的最後一支單曲是《Never Again》，亦獲得了主流搖滾榜的第一名。
2002年，柴德·克羅格與喬西·史考特以及進行主音吉他的隆科·爾弗共同為電影《蜘蛛人》制作了主題曲《Hero》，泰勒·康諾利、麥克·克羅格、麥特·卡麥隆和傑瑞米·塔加特亦參與了演奏。
2003年，五分錢合唱團發布了《The Long Road》。首打單曲是《Someday》，這張專輯全球共賣出了500萬張拷貝。樂團也將《Feelin' Way Too Damn Good》作為單曲發布，並在主流搖滾樂榜上名列第三。另一支單曲《Figured You Out》連續13周在主流搖滾樂榜上有名。
2005年，《All The Right Reasons》推出。主打單曲《Photograph》已经在Billboard Hot 100单曲榜上取得了不错的成绩。而且这张专辑也赢得了Billboard排行榜2005年年度最佳专辑。

### 近期:2008-現在
2008年，Nickelback推出了《Dark Horse》，其中包括了Gotta Be Somebody，以及有收錄在變形金剛2電影原聲帶的Burn It to the Ground等佳曲。
2011年11月11日发售了其最新专辑《Here And Now》，其中When We Stand Together广受好评，并以单曲于专辑前提前发售。
在2012年Billboard发布的"Billboard 1992-2012 singles top100"中，Nickelback乐队有三首歌曲入榜，分别是排名第91位的Someday,排名第49位的Far Away以及排名第十一位的How You Remind Me,而且Nickelback也在“公告牌1992-2012流行乐歌手Top20”中排位第14名。
其专辑《Silver Side Up》在Billboard 200中排位第188位（截至2013年6月1日）
乐队主唱柴德也已于2012年八月与知名加拿大女歌手艾薇儿订婚，而且在艾薇儿发行的新专辑《Avril Lavigne》中还有由两人共同创作的歌曲《Let Me Go》。
二人于2013年6月29日在法国南部低调举行婚礼，于加拿大国庆节正式成为夫妇。
2014年9月乐队制作新专辑《No Fixed Address》，于11月正式发布，此前曾于9、10月份单独发布《Edge of Revolution》与《What Are You Waiting For》两首歌曲。

## 音樂專輯
- 《Curb》（1996年）
- 《The State》（1998年）
- 《Silver Side Up》（2001年）
- 《The Long Road》（2003年）
- 《All The Right Reasons》（2005年）
- 《Dark Horse》（2008年）
- 《Here And Now》（2011年）
- 《No Fixed Address》（2014年）
- 《Feed the Machine》（2017年）
- 《Get Rollin'》（2022年）

## 外部連結
- 官方网站
- 五分錢合唱團的MySpace主頁